# Banki (Poreč)
Pour les articles homonymes, voir Banki.
Banki (en italien : Banchi) est une localité de Croatie située en Istrie, dans la municipalité de Poreč, dans le comitat d'Istrie. En 2001, la localité comptait 15 habitants.

## Démographie
| 1948 | 1953 | 1961 | 1971 | 1981 | 1991 | 2001 |
| ---- | ---- | ---- | ---- | ---- | ---- | ---- |
| 36   | 30   | 25   | 24   | 20   | 13   | 15   |